# 431
431 (CDXXXI) fue un año común comenzado en jueves del calendario juliano, en vigor en aquella fecha.
En el Imperio romano, el año fue nombrado el del consulado de Baso y Antíoco, o menos comúnmente, como el 1184 Ab urbe condita, adquiriendo su denominación como 431 a principios de la Edad Media, al establecerse el anno Domini.

## Acontecimientos
- 11 de marzo: en la ciudad-estado maya de Palenque (960 km al sureste de la actual Ciudad de México), asciende al trono un ahau llamado K'uk' B'alam I (Jaguar Quetzal), de 34 años, que reinará hasta su muerte cuatro años más tarde (en 435) e iniciará su propia dinastía.[1]
- 22 de junio a 31 de julio: en la iglesia de Santa María de la ciudad de Éfeso (en la actual Turquía) se celebra el Concilio de Éfeso, el tercer sínodo de obispos. Depone al patriarca Nestorio de Constantinopla y declara al nestorianismo una herejía. Describe a la Virgen María como «madre de Dios». También condena como herético al pelagianismo. La Iglesia asiria no reconocerá las resoluciones de este Concilio y se separará.[2]
- En China cae la ciudad de Tongwancheng y con ella el reino de Xia, uno de los llamados Dieciséis Reinos.
- Verano (junio a septiembre): en China, el ejército del rey Helian Ding (de Linsiá, a 700 km al oeste) invade Qin Occidental, ejecuta al rey Qifu Mumo y a 500 miembros de su clan. El reino de Qin Occidental también llega a su fin.
- 1 de octubre: Maximiano es investido sucesor del depuesto Nestorio como nuevo patriarca de Constantinopla.
- En Recia (Suiza) y Noricum (Austria), el general romano Aecio hace retroceder a los francos a través del río Somme. Es atestiguado en la ciudad de Vindelicia (actual Augsburgo) y restablece el dominio romano en la frontera del río Danubio. El rey Clodio firma un tratado de paz y se convierte en foederatus del Imperio romano.
- Una delegación de gallegos (de la provincia romana de Galicia), entre ellos Hidacio, el obispo de Aquae Flaviae (actual Chaves, en Portugal), viajan a la Galia a ver a Aecio para pedirle ayuda contra los suevos.
- En la actual Argelia, la ciudad de Hipona Regia (actual Annaba) cae tras 18 meses de asedio en manos de los vándalos, que la convierten en su capital hasta la toma de Cartago. El emperador Teodosio II envía una flota imperial con un ejército al mando de Aspar y desembarca en Cartago. Aspar es derrotado por los vándalos y Marciano, futuro emperador bizantino, es capturado durante los combates. Negocia la paz con el rey Genserico y mantiene la autoridad imperial en Cartago.
- En Roma, el papa Celestino I envía a Paladio a Irlanda como obispo misionero.
- En Roma se coloca la primera piedra de la iglesia de San Pietro in Víncoli.
- En Roma, la memoria de Virio Nicomaco Flaviano, fallecido en el año 394, es rehabilitada gracias a su sobrino Appio Nicomaco Dexter.
- En Grecia, el filósofo neoplatónico griego Proclus comienza a estudiar en la Academia de Atenas.
- En el centro de la actual El Salvador, posible año de la erupción del volcán Ilopango. Dejará depósitos de cenizas conocidos como Tierra Blanca Joven.

## Nacimientos
- Anastasio I, emperador bizantino (f. 518).
- Odoacro, primer rey «bárbaro» de Italia (f. 493)
- 5 de noviembre de 431 (o 5 de noviembre de 432): Sidonio Apolinar, aristócrata y escritor galo-romano, prefecto de la ciudad de Roma y obispo de Auvernia, santo de la Iglesia católica (f. después de 479).

## Fallecimientos
- 7 de enero: san Zaia, místico, viajero y sanador siríaco que predicó en las montañas del norte de Irak y Kurdistán difundiendo el cristianismo con su discípulo san Tawor; ambos fueron canonizados por la Iglesia ortodoxa (n. 309).
- 22 de junio: Paulino de Nola, clérigo, poeta y escritor italiano, obispo de Nola (entre 353 y 431), consagrado como «santo» en varias iglesias cristianas (n. 354).
- Celestio, teólogo y orador italiano.
- Qifu Mumo, príncipe del estado chino xianbei de Qin Occidental.
- (año probable) Felipe de Side, historiador cristiano de Anatolia (n. c. 380).
- (año probable) Severiano de Gabala, sacerdote terraplanista cristiano bizantino, obispo de Gabala y predicador en Constantinopla (n. 370).